# Patrick Milcos
Patrick Milcos, né le 13 janvier 1952, est un joueur de pétanque français. 

## Clubs
- ?-? : Lou Pitchoun l'Ancien (Clichy)
- ?-? : P-A Gervaisienne (Seine-Saint-Denis)
- ?-? : Les Lilas (Seine-Saint-Denis)
- ?-? : Star Master's Pétanque Club de Barbizon (Seine-et-Marne)

## Palmarès

### Séniors

#### Championnats du Monde
Troisième
- Triplette 1990 (avec Jean-Pierre Watiez et Philippe Quintais) :  Équipe de France 2

#### Championnats de France[1]
Champion de France
- Triplette 1996 (avec Didier Choupay et Michel Loy) : Star Master's Pétanque Club de Barbizon

Finaliste
- Triplette 1993 (avec Michel Loy et Gérard Tournay) : Les Lilas